# Сант'Оливијеро (Пезаро и Урбино)
Сант'Оливијеро је насеље у Италији у округу Пезаро и Урбино, региону Марке.
Према процени из 2011. у насељу је живело 1 становника. Насеље се налази на надморској висини од 79 м.